# Göteborgs visgrupp
Göteborgs visgrupp var en musikgrupp inom proggrörelsen som bildades 1974 i Göteborg.
Gruppen bestod av Malte Krook (gitarr och sång), Kicki Eldh (bas och sång), Britt Ling (sång), Björn Vickhoff (gitarr och sång) samt Liliane Håkansson (gitarr och sång). Musiken hade betydande latinamerikanska influenser och på deras enda egna album Riv alla stängsel (Avanti AVLP-04, 1978) spelade även den argentinska percussionisten Pedro van der Lee (från gruppen Cono Sur) som gästartist. De medverkade även på samlingsalbumet Samlade krafter (Avanti AVLP-05, 1978).
Eldh, Håkansson och Ling var senare medlemmar i Göteborgs Brechtensemble, medan Krook inledde ett samarbete med Andra bullar. Vickhoff har även utgivit en rad soloalbum.